# MAXON Computer GmbH
Компания MAXON Computer GmbH — один из ведущих производителей программного обеспечения для создания трёхмерной графики, анимации, визуализации и спецэффектов. Основные продукты компании — программы Cinema 4D и BodyPaint 3D.

## Продукция компании
- Основная статья: Cinema 4D

Программа предназначенная для создания трёхмерной графики.
- Основная статья: BodyPaint 3D

Программа предназначенная прежде всего для создания текстур и дорисовки. BodyPaint 3D также имеет полный набор функций базовой версии Cinema 4D, инструменты скульптурного моделирования и ряд других функций.
- CINEBENCH — программа позволяющая измерить производительность компьютера, в особенности скорость процессора и графической карты.

## Образование и сертификация
Компания предоставляет бесплатные версии своих продуктов школьникам и студентам учебных заведений с соответствующим направлением, а также специальные версии для учебных заведений. Программное обеспечение данного производителя используется для обучения дизайнеров, архитекторов, аниматоров и т.д.
Существует также программа сертификации пользователей, учебных заведений и преподавателей.

## Стратегические партнёрства
Компания MAXON сотрудничает со многими предприятиями и учреждениями.
Одним из основных партнёров является компания Adobe, что в мае 2013 года привело к внедрению облегчённой версии Cinema 4D Lite в Adobe After Effects.
Благодаря партнёрству с компанией Graphisoft, в программе ArchiCAD используется MAXON CineRender, движок для визуализации из Cinema 4D.

## История компании
Компания MAXON Computer GmbH была основана в 1986 году. С 1998 года были открыты дочерние фирмы и центры компетентности в США, Великобритании, Японии, Франции и в других странах. С 2000 года MAXON Computer GmbH на 70 % принадлежит компании Nemetschek AG, 30 % остаются у основателей компании.
4 июля 2018 года было объявлено о приобретении оставшихся 30% компании MAXON родительским концерном, Nemetschek AG. Директоры-основатели компании MAXON прекращают работу, новый директор перенимает должность.